# Batalla de Edchera
La batalla de Edchera fue una acción defensiva de la guerra de Ifni-Sahara que tuvo lugar el 13 de enero de 1958 en Edchera, en el Sahara español.
Fue una de las acciones más intensas de todo el conflicto. Las dos últimas concesiones de la Cruz Laureada de San Fernando, la máxima condecoración militar de España, corresponden a esta acción militar.

## Desarrollo de la batalla
El 12 de enero de 1958, el Ejército de Liberación Nacional de Marruecos (ALN) había fracasado en una ofensiva a la guarnición española en El Aaiún, siendo obligados a retirarse hacia el sureste. Al día siguiente la XIII Bandera de La Legión (1.ª, 2.ª, 3.ª, 4.ª y 5.ª compañías) salió en misión de reconocimiento en paralelo al cauce del Saguia El Hamra hacia el este, contando con treinta vehículos jeep ligeros y treinta y cinco camiones o camionetas. Localizaron el campamento de la ALN cerca de Edchera. La 2.ª compañía, que iba en vanguardia, fue la primera en ser atacada. Durante toda la jornada del día 13 de enero, los trescientos cincuenta legionarios resistieron el ataque por el frente y los flancos de los quinientos efectivos marroquíes que se habían atrincherado sacando partido del irregular terreno. Los legionarios respondieron con fuego de mortero, granadas, armas pequeñas e incluso combates cuerpo a cuerpo con arma blanca. Ante la escasez de agua, munición pesada o cobertura aérea por la proximidad entre los efectivos españoles y marroquíes, así como las cuantiosas bajas, se dio orden de repliegue, que fue cubierta por el Brigada Francisco Fadrique Castromonte y el legionario Juan Maderal Oleaga que, armados con metralletas, permanecieron para cubrir la retirada, hasta su muerte.
Fadrique Castromonte recibió la Cruz Laureada de San Fernando en 1960 y Maderal Oleaga fue condecorado con la Cruz de San Fernando en 1966.
A la caída de la noche se produjo el repliegue de los marroquíes, cuyas pérdidas cuadruplicaron a las españolas (unos doscientos hombres).
El Ejército español lamentó treinta y siete muertos y cincuenta heridos (o setenta y ocho heridos según otras fuentes) en sus filas. Entre ellos, los mandos de la 2.ª, capitán Jáuregui y teniente Gamborino y de la 3.ª, teniente Vizcaíno.

## Consecuencias
A principios de febrero se lanzó la operación franco española Ecouvillon-Teide contra el Ejército de Liberación Nacional de Marruecos (ALN) con ataques aéreos y la incorporación de catorce mil efectivos. La primera fase avanzó por la zona donde había tenido lugar la batalla de Edchera.

## Conmemoración
El 13 de enero de 2018, con motivo de la 60.ª conmemoración de la batalla de Edchera, a la Base Álvarez de Sotomayor (Viator) asistieron cinco veteranos de la batalla de Edchera.
La efeméride es conmemorada por Marruecos con gran orgullo como símbolo de la victoria parcial en la guerra de Ifni-Sahara por la que obtuvieron el territorio de Cabo Juby.